# Nàberejni (Khatukai)
|  | Per a altres significats, vegeu «Nàberejni». |

Nàberejni - Набережный (rus) és un possiólok de la República d'Adiguèsia, a Rússia. Es troba a la vora esquerra del riu Kuban, davant d'Ust-Labinsk, a 11 km al nord-est de Krasnogvardéiskoie i a 77 al nord-est de Maikop, la capital de la república.
Pertany al municipi de Khatukai.